# Západní baraj
Západní baraj (khmersky បារាយណ៍ទឹកថ្លា) je monumentální vodní nádrž v oblasti Angkoru, v Kambodži. Je orientována na ose západ-východ, dlouhá zhruba 8 km a široká 2,1 km. Byla vybudována v 11. století, a do dnešních dnů zůstala z větší části zaplněna vodou. Na umělém ostrově uprostřed nádrže se zachoval hinduistický chrám zvaný Západní Mebon. Nádrž slouží k zavlažování polí.